# Nelly Roussel
Nelly Roussel (Parigi, 5 gennaio 1878 – Parigi, 18 dicembre 1922) è stata un'attivista francese, esponente di primo piano del femminismo del primo Novecento.

## Biografia
Nata in una famiglia borghese, si dichiarò atea a vent'anni e frequentò le conferenze dei liberi pensatori. Sposata a uno scultore, ebbe tre figli, compromettendo nelle gravidanze la propria salute. Adepta del neo-malthusianesimo, si unì alla propaganda di Paul Robin (1837-1912), che insegnava alle donne le pratiche contraccettive e aveva fondato nel 1896 la Ligue de la Régéneration humaine e il giornale Régéneration, al quale Nelly Roussel collaborò con alcuni articoli. Robin, insegnante di liceo, era stato espulso nel 1894 per aver voluto praticare la « coeducazione dei sessi », ossia un'eguale istruzione impartita in classi miste.
La comune opinione pubblica nei confronti del neo-malthusianesimo venne mostrata da una sentenza della magistratura, chiamata a esprimersi nel 1907 da Nelly Roussel nei confronti del giornale L'Autorité, che aveva rifiutato di pubblicare una sua lettera di risposta a un articolo in cui il neo-malthusianesimo era stato attaccato. Il giudice diede ragione al giornale, in quanto « non era tenuto a pubblicare una risposta contraria alle leggi e al buon costume ». 
Nella sentenza si deprecava che Nelly Roussel raccomandasse alle donne, « come un diritto e un dovere, la sterilità volontaria, invocando non solo ragioni di salute, che possono essere legittime, ma anche il timore della sofferenza e il desiderio del benessere, senza consigliare nello stesso tempo la castità ». Il giudice rilevava che la dottrina neo-malthusiana invitava « non ad astenersi dai godimenti sessuali, ma a ricercarli prendendo le precauzioni necessarie a evitare la procreazione », e pertanto era « una teoria immorale e antisociale, la cui pratica arresterebbe il progresso dell'umanità ».
Collaboratrice della Voix des femmes (Voce delle donne), giornale fondato nel 1917 dalla socialista Colette Reynaud, vi difese Hélène Brion, condannata dalla corte marziale a tre anni di carcere per propaganda pacifista, e intraprese una campagna di propaganda femminista in riunioni pubbliche. In una di queste, il 7 maggio 1921, denunciò « l'infame Codice civile » napoleonico che aveva sancito la minorità delle donne nella famiglia e nella società.
La guerra era costata alla Francia un milione e ottocentomila morti, e il governo conservatore aveva lanciato una campagna per l'accrescimento della popolazione, fino ad approvare nel 1920 una legge che puniva l'invito all'aborto e la propaganda anticoncezionale. Nelly Roussel rispose chiamando allo « sciopero dei ventri »: niente più bambini « per il capitalismo, che ne fa carne da lavoro da sfruttare o carne da piacere da insozzare ». Del resto, « la maternità non è nobile né cosciente, non è dolce né desiderata; compiuta per istinto e subita per necessità, non è che una funzione animale o una prova dolorosa ».
Un tema allora dibattuto tra le femministe era costituito dalla Rivoluzione russa. Roussel non credeva che essa avrebbe risolto il problema femminile. Se i militanti rivoluzionari, uomini e donne, combattono insieme « l'ordine capitalistico e borghese », ingiustizie e pregiudizi che colpiscono le donne non spariranno forzatamente insieme con quell'ordine sociale, perché resterà in vigore « la mentalità degli uomini di tutte le classi e di tutti i partiti », un « maschilismo incosciente » presente anche tra i militanti più progressisti.
Per quanto positivo potesse essere un miglioramento della condizione degli uomini, esso non sarebbe stato sufficiente « alle donne coscienti, alle donne in rivolta », che dovevano aspirare alla completa indipendenza, « un'idea assolutamente nuova dei rapporti tra i sessi ». La morte prematura impedì a Nelly Roussel di realizzare il Fronte unico delle donne, l'organizzazione femminista interclassista da lei progettata per condurre a buon fine quelle lotte cui aveva dedicato tutta la vita.
Fu iniziata in Massoneria nella "Grande Loge Symbolique Ecossaise", un'obbedienza libertaria che fu all'origine dell'ammissione delle donne nella massoneria in Francia nel XIX secolo. 

## Scritti
- Derniers combats, Paris, L'Emancipatrice, 1932